# Kumazawa Banzan

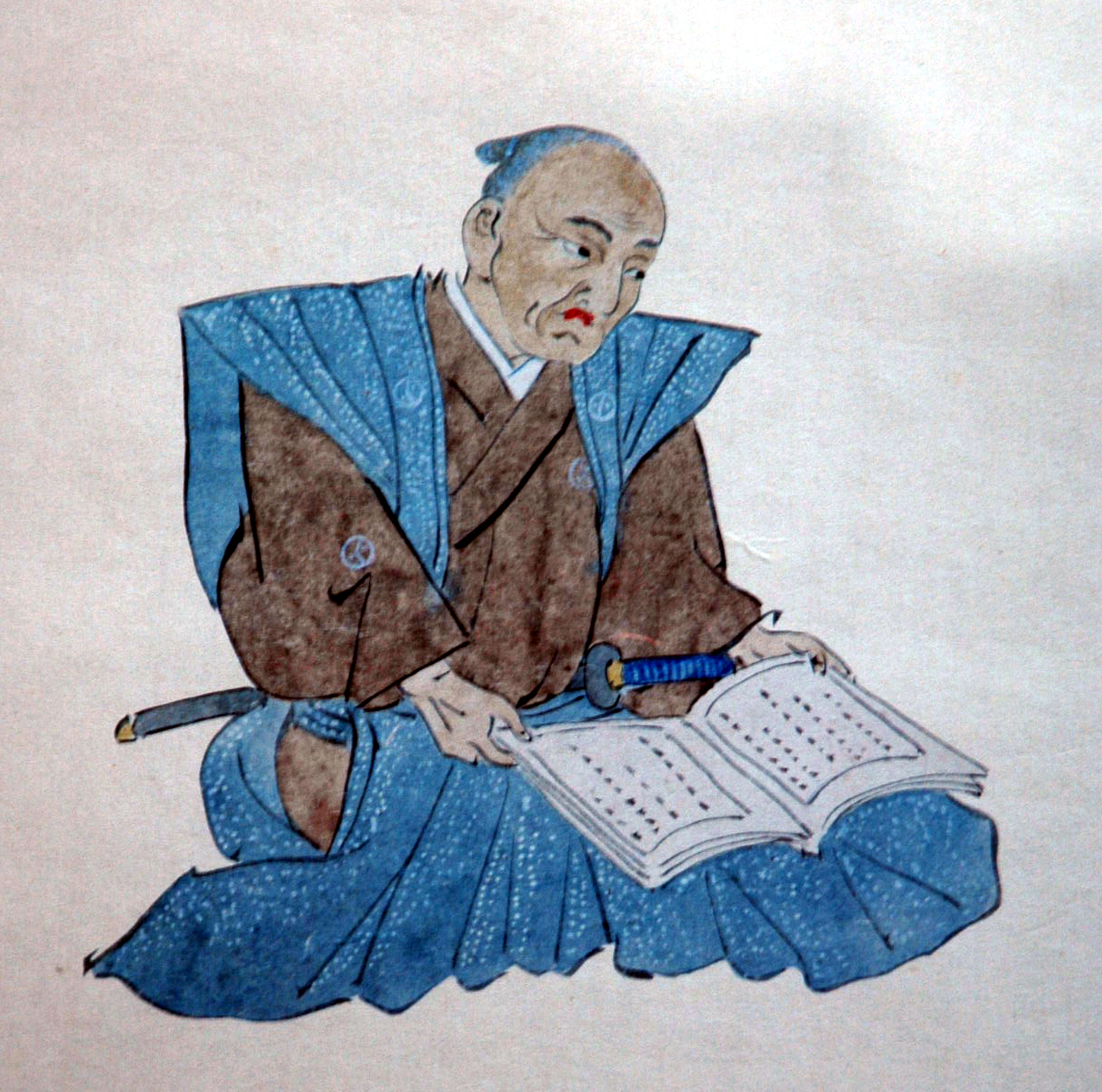
Kumazawa Banzan

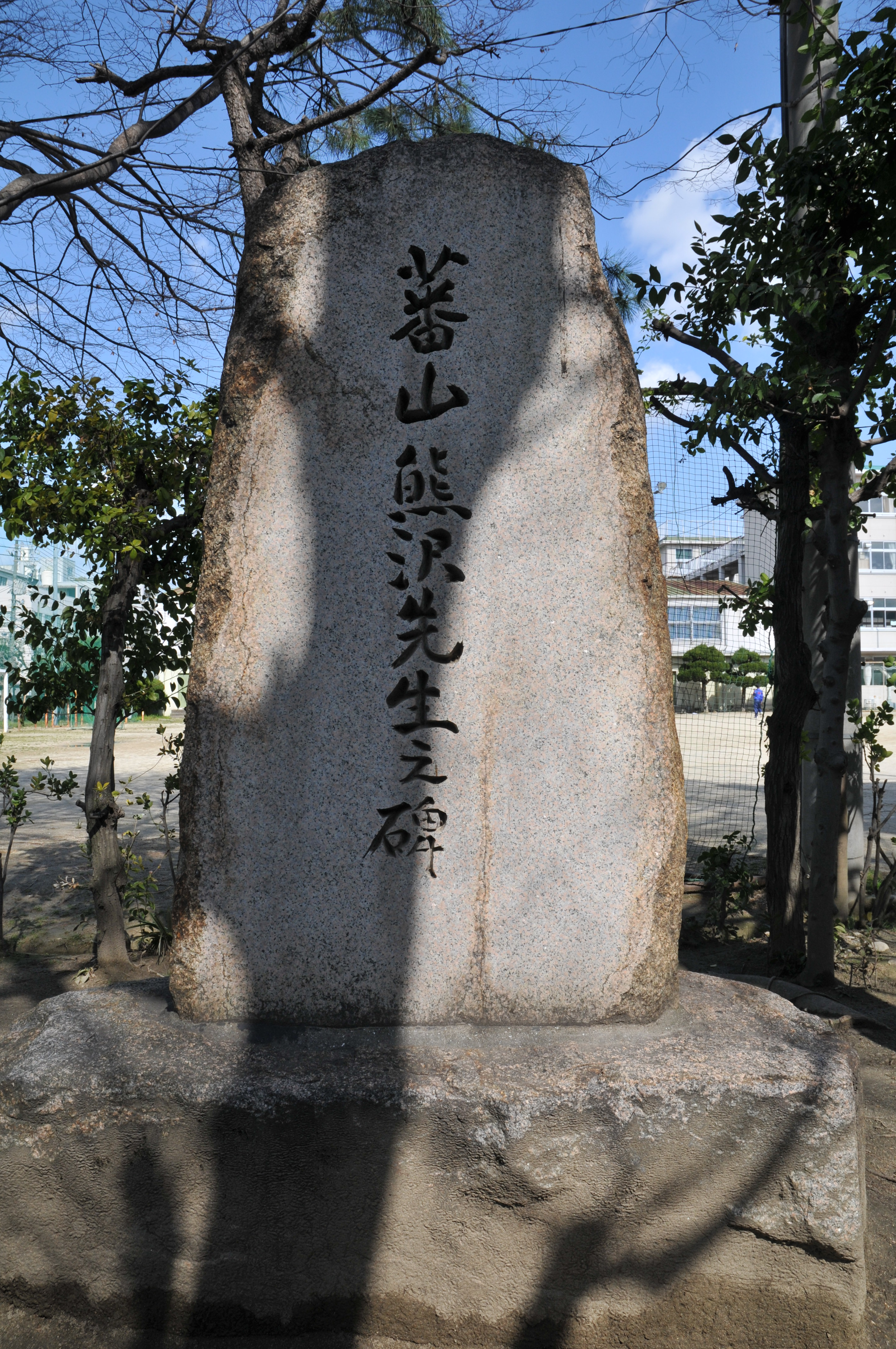
Gedenkstein für Kumazawa

Kumazawa Banzan (japanisch 熊沢 蕃山; geboren 1619 in Kyōto; gestorben 9. September 1691) war ein japanischer Konfuzianist, ein Schüler von Nakae Tōju, aber auch ein bedeutender Wirtschaftsorganisator.

## Leben und Wirken

### Leben
Kumazawa Banzan war Sohn von Nojiri Kazutoshi (野尻 一利). Seine Mutter war Kame (亀), die Tochter von Kumazawa Morihisa (熊沢 守久). Im Alter von acht Jahren wurde er von seinem Großvater mütterlicherseits adoptiert und nahm den Familiennamen Kumazawa an. Als Jugendlicher begann er, der Domäne Okayama zu dienen, trat vorübergehend zurück und studierte unter Nakae Tōju. Danach kehrte er zur Domäne zurück, die ihn wieder aufnahm. Selbst nach seiner Pensionierung im Jahr 1657 erhielt er vom Herrn der Domäne, Ikeda Mitsumasa (1609–1682), wichtige Posten, leitete vorübergehend die Verwaltung der Domäne.
Banzan lebte in der Zeit vom 2. Shogun Tokugawa Hidetada bis zum 5. Shogun Tsunayoshi. Es war die Zeit, in der das Tokugawa-Shogunats-System noch immer nicht gesichert war. Innenpolitisch ereignete sich die 1636 der Shimabara-Aufstand und die Politik der Landesabschließung wurde verstärkt. In der Zeit fiel die Qing-Dynastie in Korea ein, und es gab Bedenken wegen der Möglichkeit einer Invasion Japans. Darüber hinaus waren die Finanzen des Shogunats bereits am Ende des dritten Shoguns, Iemitsu, am Ende. DRebellion as christliche Problem und das Rōnin-Problem, wie die Rebellion des Yui Shōsetsu (1651), bedrohten das Shogunat immer noch. Banzan hoffte auf die Politik des vierten Shoguns, Ietsuna, und bemühte sich, den kaiserlichen Hof wiederzubeleben.
Das wurde jedoch nicht akzeptiert, und so wurde Banzan 1667 aus Kyōto ausgewiesen. Er kritisierte den 5. Shogun Tsunayoshi, wurde aber vom Kanzler Hotta Masatoshi (1634–1684) gebeten, doch dem Shogunat zu dienen, aber das lehnte er ab. Als dann Kumazawa zum Schluss kam, dass die Qing-Invasion unmittelbar bevorstehe, legte er 1686, während er in Yamatokōriyama lebte, dem Shogunat einen umfassenden Verteidigungsplan vor, einschließlich eines Planes zur Reform des Shogunats. Infolge dieser kritischen Schriften wurde er auf die Koga-Domäne verbannt und starb dort.

### Wirken
Nach Kenkuns Theorie der „Gütigen Herrschaft“ (仁政, Jinsei) entwickelte Kumazawa das Militär, die Forstwirtschaft, den Hochwasserschutz, ein Bauern-Militär-System, Handelsbeschränkungen, Religionspolitik und Bildungspolitik. Davon waren die Erdrutschkontrolle und das Bildungssystem bereits grundlegend unter Fürst Ikeda Mitsumasa, als Kumazawa an der Han-Schule „Hanabatakekyōjō“ (花畠教場) des Okayama-Klans wirkte, in die Praxis umgesetzt worden und galten landesweit als vorbildliche und wegweisende Maßnahmen.
In der Oka-Domäne (Provinz Bungo/Präfektur Ōita) und der Koga-Domäne, wohin er 1660 eingeladen wurde, die Zivilverwaltung zu leiten, gibt es noch Relikte von Forstwirtschafts- und Hochwasserschutzprojekten. Im Hintergrund dieses Projekts steht eine politische Philosophie von „Tennin gōitsu“ (天人合一) – etwa „Himmel und Mensch ist eins“, die eindringlich vor der Zerstörung der Natur warnt, und die Grundlage von Banzans Theorie der Einzigartigkeit der japanischen Kultur ist – die Idee des „Toki-sho-ji“ (時処位), also der „Gleichstellung von Ära, Ort und Rang“.
Ende des 18. Jahrhunderts, ein Jahrhundert nach seinem Tod, wurde er mit Arai Hakuseki gleichgestellt. Sein Denken beeinflusste nicht nur konfuzianische Gelehrte, sondern auch andere Denker und literarische Persönlichkeiten. Da er Bunraku, Jōruri, Kabuki und so weiter verständlich machen konnte, war er auch unter den einfachen Leuten beliebt. Zu seinen Werken gehören „Shugiwasho“ (集義和書) da sich mit Moral-Philosophie befasst, „Shugigaisho“ (集義外書), das sich mit sozialen Problemen und Politik befasst, „Gengo Gaiden“ (源語外伝) und ein Kommentar zum Genji Monogatari, die alle in dem „Zōtei Banzan zenshū“ (増訂蕃山全集) – „Erweitertes Gesamtwerke von Banzan“, insgesamt 7 Bände, enthalten sind.